# Aartsengel Michaëlkathedraal (Sitka)
De Kathedraal van de Aartsengel Michaël (Engels: Cathedral of St. Michael the Archangel; Russisch: Собор Святого Архангела Михаила) is de kathedraal van de Orthodoxe Kerk in Amerika van het bisdom Alaska. De kathedraal is gevestigd in de plaats Sitka, Alaska.

## Geschiedenis

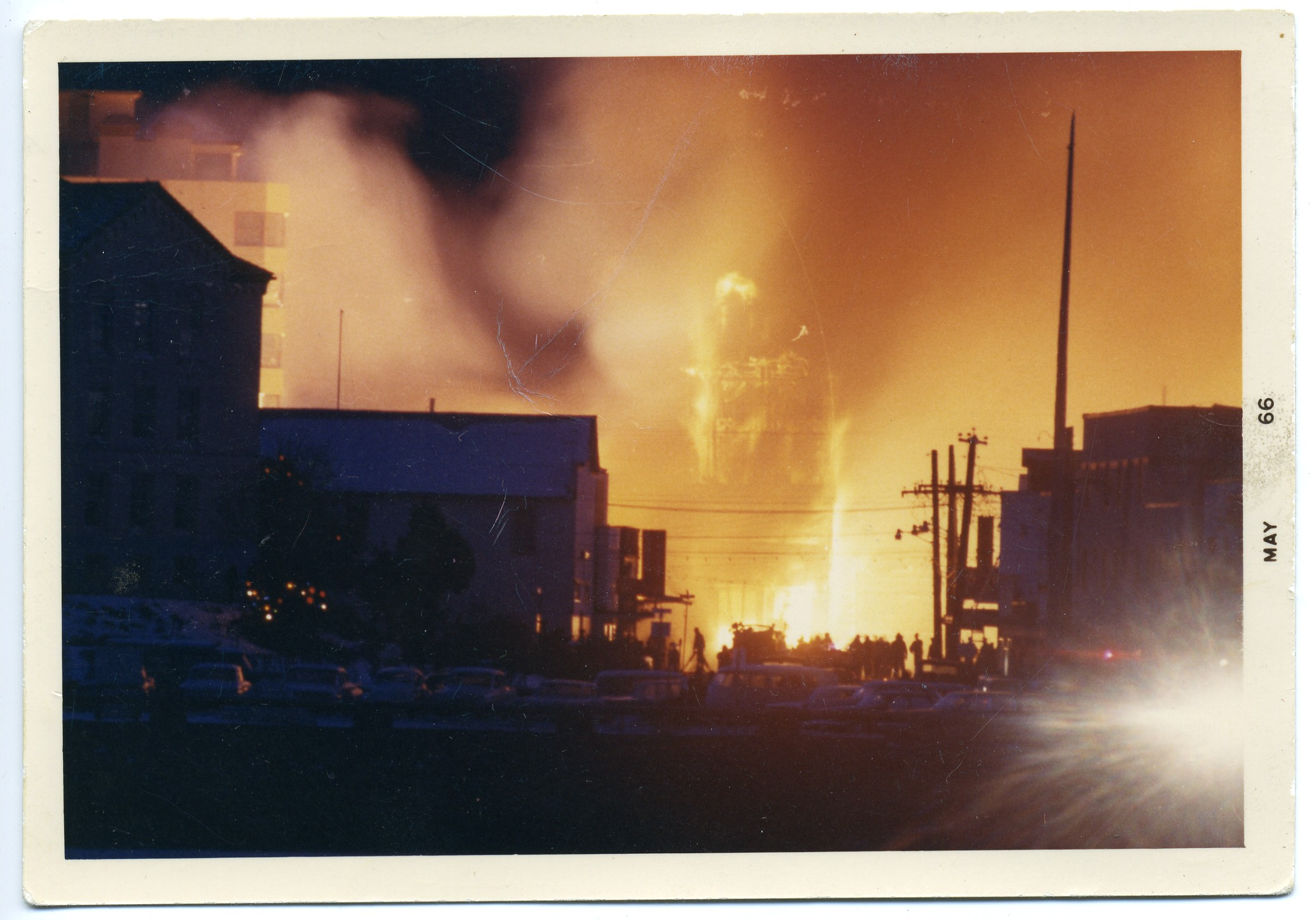
De brandende kathedraal in 1966

De vroegste orthodoxe kathedraal in de Nieuwe Wereld werd gebouwd in de 19e eeuw, toen Alaska nog deel uitmaakte van het Keizerrijk Rusland. Na 1872 werd de kathedraal ingedeeld bij het bisdom Alaska.
Sinds 1962 is de kerk een National Historic Landmark, met name omdat de kathedraal als belangrijk erfgoed van Russische aanwezigheid in Noord-Amerika en in het bijzonder Zuidoost-Alaska wordt beschouwd.
De oude kathedraal werd gebouwd tussen 1844 en 1848 en bleef op enkele beperkte veranderingen na gedurende meer dan 100 jaar vrijwel intact. In januari 1966 werd de oudste kerk van Alaska echter getroffen door een brand. De koninklijke deuren van de iconostase en de kroonluchter werden teruggevonden en gerestaureerd. Eveneens werd het kerktextiel van zijde en brocaat gered. Maar verloren gingen de klokken, het grote icoon van het Laatste Avondmaal dat boven de koninklijke deuren stond opgesteld en een grote bibliotheek met boeken in het Russisch, Tlingit en Aleoetisch.
Tekeningen van de kathedraal uit 1961 vormde de basis voor de reconstructie van het gebouw. Het gebouw werd met dezelfde maten op dezelfde plaats herbouwd, echter met modern vuurbestendig bouwmateriaal. In 1978 werd de kerk opnieuw geconsecreerd.